# Reine Wisell
Reine Tore Leif Wisell (ur. 30 września 1941 w Motali, zm. 20 marca 2022) – szwedzki kierowca wyścigowy.

## Kariera
Karierę rozpoczął w 1962 roku. Przez pierwsze cztery lata startował w serii samochodów turystycznych w rodzinnym kraju, by w 1966 roku przenieść się do klasy Formuły 3. W 1967 został mistrzem Szwecji F3, co otworzyło mu drogę do występów na arenie międzynarodowej.
W latach 1968–1969 reprezentował barwy włoskiego zespołu Tecno, odnosząc liczne zwycięstwa w wyścigach Formuły 3 w całej Europie (niezaliczane do punktacji żadnych mistrzostw).
W 1970 roku zaliczył kilka startów w kategorii samochodów sportowych (w prywatnym zespole Joakima Bonniera), co z kolei umożliwiło mu angaż w ekipie Lotusa na pełny sezon startów w Formule 2 w 1971.
Kontrakt z Lotusem pozwolił mu zadebiutować w fabrycznym zespole w Formule 1 pod koniec 1970 roku, gdzie zastąpił zwolnionego Johna Milesa. W pierwszym wyścigu w F1 zanotował swój najlepszy wynik w karierze, trzecie miejsce (Grand Prix USA na torze Watkins Glen).
Pełny sezon startów w 1971 roku okazał się jednak nieudany, bowiem zdobycz dziewięciu punktów nie zadowoliła charyzmatycznego Colina Chapmana, który podjął decyzję o zastąpieniu go przez Dave'a Walkera. Ten jednak spisywał się jeszcze gorzej i Wisell powrócił do Lotusa w końcówce 1972 roku. We wcześniejszej fazie tego sezonu Szwed zaliczył sześć wyścigów dla ekipy BRM, ale bez większego powodzenia.
Po 1972 obiecująco zapowiadająca się kariera Wisella została zatrzymana. Przez następne dwa sezony wystąpił tylko w dwóch wyścigach Formuły 1, po czym przeniósł się do serii GT, gdzie w 1975 startował w barwach Porsche.
W 1976 wrócił do Szwecji i startował w cyklu SuperStar za kierownicą Chevroleta Camaro. Na początku lat 80. zakończył czynną karierę, od tego czasu występuje okazyjnie w wyścigach samochodów historycznych.
Obecnie zajmuje się rozwojem karier młodych szwedzkich kierowców.